# Sverigejakten
Sverigejakten är ett datorspel från 1997 utgivet av Levande Böcker och utvecklat av Monsterland. Spelet finns till Windows och Mac OS Classic.

## Upplägg
I spelet får spelaren uppdraget att som spaningsledare ta fast den stora skurken. Till hjälp finns ett antal detektiver som reser ut i Sverige för att leta reda på spår efter den mystiske mannen. Spelaren har ett arkiv med geografiska fakta till sin hjälp.

## Mottagande
Göteborgs-Postens recensent Anders Berg gav spelet 3 av 5 i betyg och beskrev det som "Ett okomplicerat spel som ger både underhållning och lär ut Sveriges geografi" och skrev "Sverigejakten är både klurigt och lärorikt. Men den stora fördelen är att det är så enkelt att använda, utan att för den skull bli ointressant eller för lätt." Nya Dagen gav spelet 3 av 5 i betyg och skev "Ett välgjort spel som samtidigt ger vissa geografiska kunskaper."